# Trioxsalen
Trioxsalen ist eine chemische Verbindung aus der Gruppe der Furocumarine und Psoralenderivate.

## Vorkommen
Trioxsalen ist in verschiedenen Pflanzen enthalten, vor allem Psoralea corylifolia.

## Gewinnung und Darstellung
Trioxsalen kann durch eine mehrstufige Reaktion ausgehend von Malonsäure mit Acetophenon, 2,3-Dibrompropen und Erhitzung in einem Lösungsmittel wie N,N-Diethylanilin gewonnen werden. Ebenfalls möglich ist die Darstellung ausgehend von 2-Methylresorcinol und dessen Reaktion mit Acetessigester, Allylbromid, Essigsäureanhydrid und anschließende Bromierung und Reaktion mit Natriummethoxid.

## Eigenschaften
Trioxsalen ist eine lichtempfindlicher, weißer Feststoff, der löslich in Chloroform ist.

## Verwendung
Trioxsalen wird für die photochemische Vernetzung von DNA als Sonde für die Nukleinsäure-Struktur und ihrer Funktion verwendet. Trioxsalen ist pharmakologisch inaktiv, wird aber, wenn sie UV-Strahlung oder Sonnenlicht ausgesetzt sind, zu einem aktiven Metaboliten umgewandelt der bei der Behandlung von Vitiligo, Psoriasis und Tumoren eingesetzt werden kann. Es ist nur in Skandinavien und den USA zugelassen für die dermatologische Behandlung. Die Verbindung wurde 1965 auf den Markt gebracht.